# مونته‌چیو ماجیوره
مونته‌چیو ماجیوره (به ایتالیایی: Montecchio Maggiore) یک کومونه در ایتالیا است که در استان ویچنزا واقع شده‌است. مونته‌چیو ماجیوره ۳۰٫۶۷ کیلومتر مربع مساحت و ۲۳٬۸۴۲ نفر جمعیت دارد و ۷۲ متر بالاتر از سطح دریا واقع شده‌است.

## خواهرخوانده
شهرهای کارلوفورته، پاساو و آلتون، همپشر خواهرخوانده‌های مونته‌چیو ماجیوره هستند.